# 아벤투라스 엔 엘 티엠포
《아벤투라스 엔 엘 티엠포》(스페인어: Aventuras en el tiempo)는 2001년 방영된 멕시코의 텔레노벨라이다.